# Rough Cutt (album)
Rough Cutt è il primo album in studio dei Rough Cutt, pubblicato nel 1985 per l'etichetta discografica Warner Bros. Records.

## Tracce
1. Take Her (Alford, Dio, Goldie, Hager, Shortino, Thorr)
2. Piece of My Heart (Berns, Ragovoy) (Janis Joplin Cover)
3. Never Gonna Die
4. Dreamin' Again (Alford, Dio, Hager, Shortino, Thorr)
5. Cutt Your Heart Out (Alford, Hager, Shortino, Thorr)
6. Black Widow (Alford, Derakh, Dio, Shortino, Thorr)
7. You Keep Breaking My Heart
8. Kids Will Rock
9. Dressed to Kill (Alford, Hager, Shortino)
10. She's Too Hott

## Formazione
- Paul Shortino - voce
- Chris Hager - chitarra
- Amir Derakh - chitarra
- Matt Thorr - basso
- David Alford - batteria, cori